# Atelier Amaro
Atelier Amaro (пол. Ательє Амаро) — ресторан у Варшаві. Відкритий у вересні 2011 року відомим польським кухарем Войцехом Модестом Амаро. Єдиний ресторан Польщі, удостоєний зірки Мішлен (станом на 2014 рік).

## Опис
Власник і засновник Atelier Amaro Войцех Модест Амаро є одночасно і шеф-кухарем ресторану, розрахованого на 32 людини. Спеціаліст з електроніки та політолог за освітою, він опанував професію кухара протягом багаторічного перебування в Англії. Саме його майстерність принесла ресторану Висхідну зірку (Rising Star) гіда Michelin.
З вікон ресторану, оформленого у чорно-білих кольорах, відкривається прекрасний вид на королівський парк королівський парк Лазєнкі. У закладі немає традиційного фіксованого меню — замість нього пропонується кілька сетів із п'яти (вартістю 260 злотих) або восьми (320 злотих) страв (станом на червень 2015 року). Склад сетів весь час змінюється залежно від пори року. Винна карта ресторану дозволяє продегустувати також вина з різних куточків світу.

## Цікаві факти
- Свого часу Войцех Амаро відмовився надати столик президенту Польщі Броніславу Коморовському, оскільки бронювати місце на вечерю в Atelier Amaro потрібно заздалегідь, орієнтовно за 3 місяці до дати відвідування, а останній хотів відвідати ресторан у день дзвінка. Щоправда, президенту було запропоновано місце того ж тижня[3].